# グレイテスト・ヒッツ (リンプ・ビズキットのアルバム)
『グレイテスト・ヒッツ』（Greatest Hitz）は、アメリカ合衆国のミクスチャー・ロック（ニュー・メタル）バンド、リンプ・ビズキットのベスト・アルバム。

## 概要
- アメリカのアルバム・チャートで最高47位。全米で75万枚、全世界で350万枚以上を売り上げた[1]。
- 1st～4thアルバムまでのシングルを主に収録している。日本盤のみ『「真実への逃避」〜ザ・アンクエスチョナブル・トゥルース(第一幕)』から1曲を収録。
- ギター演奏パートは録り直しである。特に1stアルバムの収録曲は、ウェス・ボーランドがピックを使わず演奏している。

## 収録曲
1. Counterfeit  - 4:48 
『Three Dollar Bill, Y'all$』の1stシングル。
2. Faith  -  2:26
『Three Dollar Bill, Y'all$』の3rdシングル。
3. Nookie  - 4:26 
『Significant Other』の1stシングル。
4. Break Stuff  - 2:46
『Significant Other』の4thシングル。
5. Re-Arranged  - 5:54
『Significant Other』の2ndシングル。
6. N 2 Gether Now  - 3:55
『Significant Other』の3rdシングル。
7. Take A Look Around  - 5:19
『Chocolate Starfish And The Hot Dog Flavored Water』の1stシングル。
8. My Generation  - 3:41 
『Chocolate Starfish And The Hot Dog Flavored Water』の2ndシングル。
9. Rollin (Air Raid Vehicle)  - 3:33 
『Chocolate Starfish And The Hot Dog Flavored Water』の3rdシングル。
10. My Way  - 4:33
『Chocolate Starfish And The Hot Dog Flavored Water』の4thシングル。
11. Boiler  - 5:44
『Chocolate Starfish And The Hot Dog Flavored Water』の5thシングル。
12. Eat You Alive  - 3:57
『Results May Vary』の1stシングル。
13. Behind Blue Eyes  - 4:29
『Results May Vary』の2ndシングル。
14. Build A Bridge  - 3:56 
『Results May Vary』の収録曲。
15. Why  - 4:05 - 新曲
16. Lean on Me  - 4:27 - 新曲
17. Home Sweet Home-Bittersweet Symphony  - 3:51
モトリー・クルー「Home Sweet Home」とザ・ヴァーヴ「ビター・スウィート・シンフォニー」をメドレーにした曲。このアルバムからの唯一のシングルカット曲。
18. The Truth  - 5:28 
『The Unquestionable Truth (Part 1)』の収録曲。日本盤のみのボーナストラック。